# João Benta
João Ricardo Cardoso Benta (Esposende, 21 de diciembre de 1986) es un ciclista portugués, miembro del equipo Efapel Cycling. 

## Palmarés
2008
- Vuelta a Portugal del Futuro

2015
- Gran Premio Torres Vedras-Trofeo Joaquim Agostinho, más 1 etapa

2016
- 1 etapa del Gran Premio Torres Vedras-Trofeo Joaquim Agostinho

2017
- 1 etapa del Gran Premio Torres Vedras-Trofeo Joaquim Agostinho

2019
- 1 etapa de la Vuelta a Portugal[1]